# Javaanse vleermuisparkiet
De Javaanse vleermuisparkiet ook wel dwergvleermuisparkiet (Loriculus pusillus) is een vogel uit de familie Psittaculidae (papegaaien van de Oude Wereld). De Nederlandse naam is mogelijk een misverstand, want deze soort is niet de kleinste uit dit geslacht. Het is een voor uitsterven gevoelige, endemische vogelsoort op Java en Bali (Republiek Indonesië).

## Kenmerken
De vogel is 12 cm lang. Deze vleermuisparkiet is ook overwegend groen, van onder lichter, meer geelgroen. De snavel is oranje, de poten zijn licht oranje en er is een oranje-gele vlek op de keel. De stuit en de bovenstaartdekveren zijn rood.

## Verspreiding en leefgebied
Deze soort is endemisch op Java en Bali.  Het is een vogel van moerasbossen tot op 2000 m boven zeeniveau. Mits er enkele grote bomen blijven staan, kan de vogel zich in aangetast natuurlijk bos handhaven.

## Status
De grootte van de populatie is niet gekwantificeerd; de populatie-aantallen nemen echter af door ontbossing. Om deze redenen staat deze soort als gevoelig op de Rode Lijst van de IUCN. Er gelden verder beperkingen voor de handel in deze parkiet, want de soort staat in de Bijlage II van het CITES-verdrag.